# Piauhytherium capivarae
Piauhytherium capivarae (лат.) — вид вымерших млекопитающих из семейства токсодоновых, единственный в роде Piauhytherium. Жили во времена позднего плейстоцена, около 10 000 лет назад; окаменелости были найдены в Бразилии.

## Описание
Это животное в общих чертах напоминало бегемота с большой короткой мордой, массивным телом и большой головой. Длина черепа составляла почти 60 сантиметров, что указывает на то, что Piauhytherium мог быть таким же большим, как современный чёрный носорог. Что касается его ближайших родственников, таких как представители рода токсодоны, то ноги этого животного были короче и толще, кроме того, определенные различия в строении зубов отличают его от других нотугулятов этого периода.

## Классификация
Piauhytherium capivarae был впервые описан в 2013 году на основе полного черепа, включая челюсть и несколько посткраниальных костей, найденных в Серра-да-Капивара в Пиауи, на северо-востоке Бразилии. Это животное принадлежит к группе нотоунгулятов, известную как токсодоновые, включающую множество кайнозойских травоядных из Южной Америки, из которых больше всего известны токсодоны. (Некоторые ископаемые, найденные в Бразилии, были перенесены в Piauhytherium.) Piauhytherium был очень похож на Toxodon. Различаются по некоторым особенностям строения костей ног и зубов.

## Палеобиология
Короткие и массивные кости конечностей, навели авторов оригинального научного описания на мысль о том, что P. capivarae вели полуводный образ жизни, подобно современному бегемоту. Эта гипотеза уже была ранее предложена для других токсодоновых, но также была опровергнута другими исследованиями. Открытие Piauhytherium увеличивает разнообразие токсодоновых на заключительных этапах их эволюции: кроме него, из плейстоцена известны только Toxodon, Trigodonops и Mixotoxodon.